# Liberiictis kuhni
Genre
Espèce
Répartition géographique
Statut de conservation UICN

 VU A2cd : Vulnérable
La mangouste du Libéria (Liberiictis kuhni) est une espèce de mangoustes qui se rencontre en Afrique. Sa répartition précise n'est pas connue mais pourrait aller de la Sierra Leone à la Côte d'Ivoire.
C'est la seule espèce du genre Liberiictis. Elle a été décrite en premier par Hayman en 1958, qui collecte à l'époque huit squelettes de mangouste du Libéria et se base uniquement sur ces dépouilles pour réaliser ses travaux d'identification. 
La mangouste du Libéria peut être confondue avec les mangoustes Crossarchus. Elles se différencient pas la plus grande taille de la mangouste du Libéria, des rayures sur le cou et des dents beaucoup plus petites par rapport à la taille relative de son crâne. 

### GenreLiberiictis
- (en) Catalogue of Life : Liberiictis Hayman, 1958 (consulté le 30 mars 2023)
- (fr + en) ITIS : Liberiictis  Hayman, 1958
- (en) Animal Diversity Web : Liberiictis
- (en) NCBI : Liberiictis (taxons inclus)

### EspèceLiberiictis kuhni
- (fr + en) ITIS : Liberiictis kuhni  Hayman, 1958
- (en) Animal Diversity Web : Liberiictis kuhni
- (en) NCBI : Liberiictis kuhni (taxons inclus)
- (en) UICN : espèce Liberiictis kuhni Hayman, 1958 (consulté le 22 mai 2015)